# ホイラーの公式
ホイラーの公式とは、アメリカの経営アドバイザー、エルマー・ホイラー（Elmer Wheeler）が1937年の自著『ホイラーの法則』で表したマーケティング、販売のノウハウのこと。第一条から第五条まである。
- 第一条：ステーキを売るな、シズルを売れ
- 第二条：手紙を書くな、電報を打て
- 第三条：花を添えて言え
- 第四条：もしもと聞くな、どちらと聞け
- 第五条：吠え声に気をつけよ